# Anakasia simplicifolia
Anakasia simplicifolia är en araliaväxtart som beskrevs av William Raymond Philipson. Anakasia simplicifolia ingår i släktet Anakasia och familjen Araliaceae. Inga underarter finns listade.